# Jung Kook
Jung Kook (koreanisch 전정국 Jeon Jeong-guk; * 1. September 1997 in Busan), auch Jungkook oder JK, ist ein südkoreanischer Sänger, Songwriter und Tänzer. Er ist das jüngste Mitglied der Boygroup BTS, die 2010 von Big Hit Entertainment (mittlerweile Hybe Labels) gegründet wurde und 2013 debütierte.

## Leben

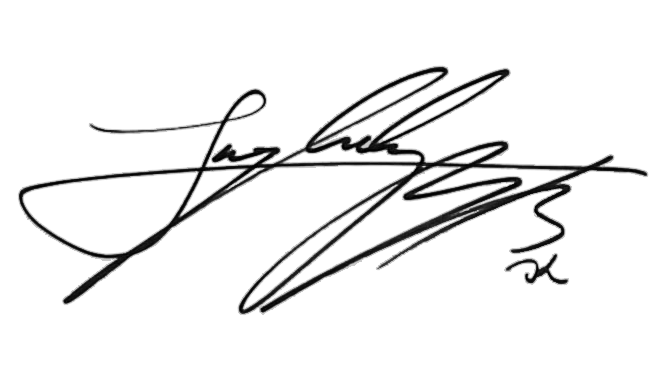
Jung Kooks Unterschrift

### 1997–2010: Kindheit
Jung Kook wurde am 1. September 1997 in Busan, Südkorea, geboren. Er hat einen älteren Bruder namens Junghyun. Er besuchte die Baekyang-Grund- und -Sekundarschule in Busan. Als Trainee bei Big Hit Entertainment, wechselte er zur Singu-Sekundarschule in Seoul. In seiner Kindheit ging er ins Taekwondo und hat dort den schwarzen Gürtel. Nachdem Jung Kook eine Performance des Lieds Heartbreaker von BigBang-Mitglied G-Dragon gesehen hatte, beschloss er, Sänger zu werden.

### 2011–heute: Jugend und frühes Erwachsenenalter
2011 nahm Jung Kook am Casting der südkoreanischen Talentshow Superstar K in Daegu teil. Obwohl er bei der Casting-Show ausschied, erhielt er Casting-Angebote von sieben Unterhaltungsunternehmen. Nachdem er den damaligen BigHit-Trainee RM bei einem seiner Auftritte gesehen hatte, entschied er sich dafür, auch ein Trainee bei Big Hit Entertainment zu werden. RM wurde später zu einem seiner Bandkollegen in BTS, sowie zum Leader von BTS.
Im Juni 2012 erschien Jung Kook in JoKwons Musikvideo I’m Da One. Um seine Tanzfertigkeiten in Vorbereitung auf das Debüt zu verbessern, reiste er in den folgenden Monaten nach Los Angeles, um einen Tanzkurs von Movement Lifestyle zu belegen. Zudem arbeitete er vor seinem Debüt auch als Backup-Tänzer für die Girlgroup Glam. Er absolvierte die „School of Performing Arts“, kurz SOPA, im Jahr 2017. Im November 2016 entschloss er sich, auf die CSAT, Koreas landesweite Universitätsaufnahmeprüfung, zu verzichten. Er ist derzeit an der Global Cyber University eingeschrieben, zusammen mit den BTS-Mitgliedern RM, J-Hope, Suga, Jin, V und Jimin.

## Karriere

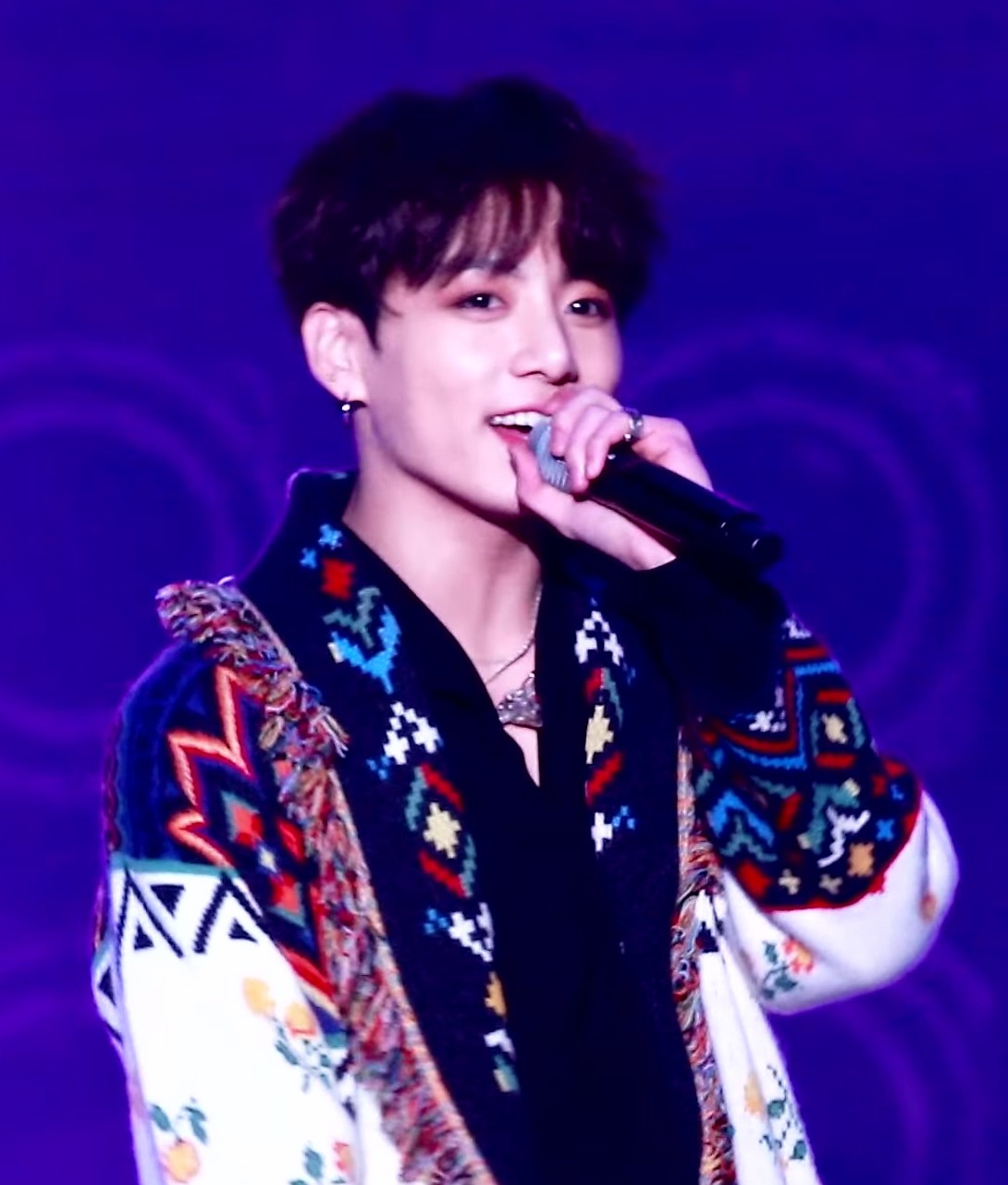
Jung Kook bei einer TV-Performance des Lieds Boy in Luv am 25. Dezember 2018

### Seit 2013: BTS
Am 13. Juni 2013 debütierte Jung Kook als Mitglied von BTS mit dem Single-Album 2 Cool 4 Skool. Unter BTS sang er bis jetzt drei Solotracks; der erste Solotrack war der Popsong Begin vom Album Wings aus dem Jahr 2016, in welchem er seine Geschichte erzählt, als er in Teenageralter alleine nach Seoul zog, um Idol zu werden und drückt seine Dankbarkeit gegenüber seinen Bandkollegen aus, dass sie während dieser Zeit für ihn da waren. Der zweite Track, ein Future Bass-Song mit dem Titel Euphoria, wurde am 5. April 2018 mit einem neunminütigen Kurzfilm als Einführung in den dritten Teil der Love-Yourself-Trilogie von BTS veröffentlicht. Der vollständige Studiotrack war auf ihrem Album Love Yourself: Answer, welches am 24. August 2018 herauskam enthalten. Euphoria wurde von DJ Swivel produziert und landete auf Platz fünf der Billboard Bubbling Under Hot 100 Singles-Charts. Euphoria war 13 Wochen lang auf der Gaon Digital Chart gelistet. Der dritte Track My Time wurde im Februar 2020 als Teil des Albums Map of the Soul: 7 veröffentlicht. Der Song debüte auf Platz zwei der Billboard world digital song sales Charts.
Jung Kook ist Hauptproduzent bei zwei Songs von BTS: Love is Not Over und Magic Shop 25. Oktober 2018 erhielt Jung Kook (zusammen mit dem Rest der BTS-Mitglieder) vom Präsidenten Südkoreas den fünftklassigen Hwangwan-Orden für kulturelle Verdienste.

### Seit 2015: Soloaktivitäten
Im September 2015 nahm Jung Kook an der „One Dream, One Korea“-Kampagne teil, und wirkte dabei bei einer Song-Collaboration in Gedenken an den Koreakrieg gemeinsam mit vielen anderen koreanischen Künstlern mit. Das Lied wurde am 24. September veröffentlicht und am 15. Oktober auf dem One-K-Konzert in Seoul präsentiert. Jung Kook war Teil-Besetzung in der Pilotfolge der Show „Flower Crew“. Er erschien auch bei „Celebrity Bromance“. Zudem bewies er sich bei der Show King of Mask Singer in der 72. Episode unter dem Namen „Fencing Man“ (zu Deutsch „Fechtmann“).
Am 6. November 2018 sang er We don’t talk anymore bei den MBC Plus X Genie Music Awards als Duett mit dem Sänger Charlie Puth, der die Originalversion des Songs mit Selena Gomez singt. Er hatte den Song zu diesem Zeitpunkt bereits zweimal gecovert, einmal solo und einmal als Duett mit seinem BTS-Bandkollegen Jimin.
Am 1. September 2019 (KST), also seinem 22. Geburtstag, veröffentlichte er den selbstgeschriebenen und selbstkomponierten Song Decalcomania, wobei der Titel nie offiziell bestätigt wurde. Beim Song handelt es sich um eine ausschließlich englischsprachige Pop-Ballade.
Am 4. Juni 2020 veröffentlichte Jung Kook im Rahmen von Festa 2020 den Song Still With You auf SoundCloud. Die Ballade mit Jazz und Lofi Einflüssen wurde von ihm produziert und geschrieben.
Am 20. November 2022 veröffentlichte Jung Kook mit FIFA den 2022er WM-Soundtrack „Dreamers“, wofür er am Tag der Veröffentlichung bei der Öffnungszeremonie der WM 2022 in Qatar auftrat.
2023 erschien sein Debütalbum Golden; zuvor hatte er mit der ersten Singleauskopplung Seven seinen ersten Nummer-eins-Hit in den US-amerikanischen Charts als Solomusiker.

## Einfluss
Bei der jährlichen Umfrage von Gallup Korea zu den beliebtesten Prominenten in Südkorea landete Jung Kook 2018 auf dem achten Platz. Im Jahr zuvor hatte er den 18. und im Jahr 2016 den 20. Platz belegt.
Im Jahr 2018 stand er 10 Wochen lang auf Platz 1 der Liste des Magazins Hi China für die beliebtesten Prominenten in China. Im Oktober 2018 brach Jung Kook den Rekord für die meisten Live-Zuschauer mit seinem Solo-Livestream in der Geschichte der Plattform V Live mit mehr als 3.7 Millionen Zuschauern aus der ganzen Welt. Im Dezember 2018 wurde ein Video von Jung Kook, wie er in seinem Studio singt, der meistgeteilte Tweet in Südkorea für das Jahr 2018. Viele Künstler beschrieben ihn als Einfluss und Vorbild, unter anderen Kim Dong Han und Hyeongseop X Euiwoong.
Im Januar 2019 erwähnte er, er benutze den Weichspüler Downy für seine Wäsche. Die Aussage führte zu einem überraschenden Anstieg in den Verkaufszahlen der Firma. So waren die Vorräte, die sonst für zwei Monate reichen, sehr schnell ausverkauft. Der Aktienwert des Unternehmens stieg um mehr als 11% in einem einzigen Tag.
Nachdem Jung Kook im Juni 2019 während eines Livestreams auf der Plattform V Live einen Wein (Vigor Merlot) trank, war dieser kurz nach dem Livestream ausverkauft.
Nachdem Fans herausfanden, dass Jung Kook das Buch Ich beschloss, als ich zu leben von Kim Soo-hyun las, wurde das Buch in Korea und Japan zum Bestseller. Das Buch stellte einen Rekord als meistverkaufte koreanische Publikation in kurzer Zeit auf (150.000 Exemplare in drei Monaten). Später wurde analysiert, dass Jung Kook der Grund dafür war. Das Buch wurde in Folge in anderen Ländern veröffentlicht, beispielsweise in China, Thailand und Indonesien.
Im Juli 2019 trug Jung Kook einen „modernen Hanbok“. Die Firma Zijangsa, welche den Hanbok hergestellt hatte, berichtete, dass ihr Server aufgrund der hohen Nachfrage überlastet war und Lieferungen bis zu drei Wochen hinausgezögert werden mussten. Die südkoreanische Presse berichtete, dass Jung Kook mit seinem modernen Hanbok einen Trend in der koreanischen Unterhaltungsindustrie gesetzt hatte, nachdem viele andere Berühmtheiten wie Jun Hyun-moo, Jang Do-yeon, Gong Hyo-jin, MC Oh Seung-hwan und The Return of Superman’s Park Joo-ho ebenfalls die modernen Hanboks trugen.

## Diskografie

### Alben
| Jahr | Titel  | Höchstplatzierung, Gesamtwochen, AuszeichnungChartplatzierungen (Jahr, Titel, Platzierungen, Wochen, Auszeichnungen, Anmerkungen) | Höchstplatzierung, Gesamtwochen, AuszeichnungChartplatzierungen (Jahr, Titel, Platzierungen, Wochen, Auszeichnungen, Anmerkungen) | Höchstplatzierung, Gesamtwochen, AuszeichnungChartplatzierungen (Jahr, Titel, Platzierungen, Wochen, Auszeichnungen, Anmerkungen) | Höchstplatzierung, Gesamtwochen, AuszeichnungChartplatzierungen (Jahr, Titel, Platzierungen, Wochen, Auszeichnungen, Anmerkungen) | Höchstplatzierung, Gesamtwochen, AuszeichnungChartplatzierungen (Jahr, Titel, Platzierungen, Wochen, Auszeichnungen, Anmerkungen) | Höchstplatzierung, Gesamtwochen, AuszeichnungChartplatzierungen (Jahr, Titel, Platzierungen, Wochen, Auszeichnungen, Anmerkungen) | Anmerkungen                            |
| Jahr | Titel  | KR | DE | AT | CH | UK | US | Anmerkungen                            |
| ---- | ------ | --- | --- | --- | --- | --- | --- | -------------------------------------- |
| 2023 | Golden | KR1 ×2Doppeldiamant + Doppelplatin (Weverse) · (… Wo.)KR                                                                          | DE6 (16 Wo.)DE | AT3 (15 Wo.)AT | CH4 (12 Wo.)CH | UK3 Silber · (8 Wo.)UK | US2 (25 Wo.)US | Erstveröffentlichung: 3. November 2023 |

### Singles
| Jahr | Titel Album                                            | Höchstplatzierung, Gesamtwochen, AuszeichnungChartplatzierungen (Jahr, Titel, Album, Platzierungen, Wochen, Auszeichnungen, Anmerkungen) | Höchstplatzierung, Gesamtwochen, AuszeichnungChartplatzierungen (Jahr, Titel, Album, Platzierungen, Wochen, Auszeichnungen, Anmerkungen) | Höchstplatzierung, Gesamtwochen, AuszeichnungChartplatzierungen (Jahr, Titel, Album, Platzierungen, Wochen, Auszeichnungen, Anmerkungen) | Höchstplatzierung, Gesamtwochen, AuszeichnungChartplatzierungen (Jahr, Titel, Album, Platzierungen, Wochen, Auszeichnungen, Anmerkungen) | Höchstplatzierung, Gesamtwochen, AuszeichnungChartplatzierungen (Jahr, Titel, Album, Platzierungen, Wochen, Auszeichnungen, Anmerkungen) | Höchstplatzierung, Gesamtwochen, AuszeichnungChartplatzierungen (Jahr, Titel, Album, Platzierungen, Wochen, Auszeichnungen, Anmerkungen) | Anmerkungen                                                                        |
| Jahr | Titel Album                                            | KR | DE | AT | CH | UK | US | Anmerkungen                                                                        |
| ---- | ------------------------------------------------------ | --- | --- | --- | --- | --- | --- | ---------------------------------------------------------------------------------- |
| 2020 | My Time –                                              | — | — | — | — | — | US84 (1 Wo.)US |                                                                                    |
| 2022 | Stay Alive –                                           | KR68 (4 Wo.)KR | — | — | CH79 (1 Wo.)CH | UK89 (1 Wo.)UK | US95 (1 Wo.)US | Erstveröffentlichung: 11. Februar 2022                                             |
| 2022 | Left and Right Charlie                                 | KR15 (31 Wo.)KR | DE61 (2 Wo.)DE | AT71 (1 Wo.)AT | CH56 (1 Wo.)CH | UK41 Silber · (6 Wo.)UK | US22 Gold · (17 Wo.)US | Erstveröffentlichung: 24. Juni 2022 Charlie Puth feat. Jung Kook                   |
| 2022 | Dreamers FIFA World Cup Qatar 2022 Official Soundtrack | KR7 (42 Wo.)KR | — | — | CH55 (2 Wo.)CH | — | — | Erstveröffentlichung: 20. November 2022                                            |
| 2023 | Seven Golden                                           | KR2 Platin (Streaming) · (… Wo.)KR | DE12 (8 Wo.)DE | AT9 (3 Wo.)AT | CH7 (10 Wo.)CH | UK3 Gold · (14 Wo.)UK | US1 Platin · (15 Wo.)US | Erstveröffentlichung: 14. Juli 2023 feat. Latto                                    |
| 2023 | 3D Golden                                              | KR8 (16 Wo.)KR | DE48 (2 Wo.)DE | AT32 (1 Wo.)AT | CH25 (2 Wo.)CH | UK5 Silber · (8 Wo.)UK | US5 (9 Wo.)US | Erstveröffentlichung: 29. September 2023 feat. Jack Harlow                         |
| 2023 | Too Much The First Time                                | KR94 (2 Wo.)KR | DE80 (1 Wo.)DE | — | CH53 (1 Wo.)CH | UK10 (5 Wo.)UK | US44 (6 Wo.)US | Erstveröffentlichung: 19. Oktober 2023 The Kid Laroi feat. Central Cee & Jung Kook |
| 2023 | Standing Next to You Golden                            | KR6 (26 Wo.)KR | DE55 (1 Wo.)DE | AT51 (1 Wo.)AT | CH35 (2 Wo.)CH | UK6 Silber · (11 Wo.)UK | US5 (19 Wo.)US | Erstveröffentlichung: 6. November 2023                                             |
| 2024 | Never Let Go –                                         | KR52 (1 Wo.)KR | — | — | — | UK60 (1 Wo.)UK | US97 (1 Wo.)US | Erstveröffentlichung: 7. Juni 2024                                                 |

Weitere Singles
- 2022: My You

## Auszeichnungen für Musikverkäufe
| Goldene Schallplatte - Belgien - 2024: für die Single Seven - Brasilien - 2024: für die Single Dreamers - Frankreich - 2024: für die Single Seven - 2024: für das Album Golden - 2025: für die Single Standing Next to You - 2025: für die Single 3D - Italien - 2024: für die Single Seven - 2024: für das Album Golden - 2024: für die Single Left and Right - Japan - 2023: für das Streaming Left and Right - 2024: für das Streaming 3D - 2024: für das Streaming Standing Next to You - Kanada - 2024: für das Album Golden - 2024: für die Single Too Much - Neuseeland - 2023: für die Single Seven - 2024: für das Album Golden - Spanien - 2024: für die Single Seven - 2024: für die Single Left and Right | Platin-Schallplatte - Japan - 2023: für das Album Golden - 2024: für das Streaming Seven - Kanada - 2022: für die Single Left and Right - 2024: für die Single 3D - 2024: für die Single Standing Next to You - Portugal - 2023: für die Single Seven 2× Platin-Schallplatte - Kanada - 2024: für die Single Seven |

Anmerkung: Auszeichnungen in Ländern aus den Charttabellen bzw. Chartboxen sind in ebendiesen zu finden.
| Land/RegionAuszeichnungen für Musikverkäufe (Land/Region, Auszeichnungen, Verkäufe, Quellen) | Silber     | Gold       | Platin       | Diamant     | Verkäufe  | Quellen              |
| -------------------------------------------------------------------------------------------- | ---------- | ---------- | ------------ | ----------- | --------- | -------------------- |
| Belgien (BRMA)                                                                               | —          | Gold1      | —            | —           | 20.000    | ultratop.be          |
| Brasilien (PMB)                                                                              | —          | Gold1      | —            | —           | 20.000    | pro-musicabr.org.br  |
| Frankreich (SNEP)                                                                            | —          | 4× Gold4   | —            | —           | 350.000   | snepmusique.com      |
| Italien (FIMI)                                                                               | —          | 3× Gold3   | —            | —           | 125.000   | fimi.it              |
| Japan (RIAJ)                                                                                 | —          | 3× Gold3   | 2× Platin2   | —           | 250.000   | riaj.or.jp JP2       |
| Kanada (MC)                                                                                  | —          | 2× Gold2   | 5× Platin5   | —           | 480.000   | musiccanada.com      |
| Neuseeland (RMNZ)                                                                            | —          | 2× Gold2   | —            | —           | 22.500    | radioscope.co.nz NZ2 |
| Portugal (AFP)                                                                               | —          | —          | Platin1      | —           | 10.000    | Einzelnachweise      |
| Spanien (Promusicae)                                                                         | —          | 2× Gold2   | —            | —           | 60.000    | elportaldemusica.es  |
| Südkorea (KMCA)                                                                              | —          | —          | 3× Platin3   | 2× Diamant2 | 2.500.000 | circlechart.kr       |
| Vereinigte Staaten (RIAA)                                                                    | —          | Gold1      | Platin1      | —           | 1.500.000 | riaa.com             |
| Vereinigtes Königreich (BPI)                                                                 | 4× Silber4 | Gold1      | —            | —           | 1.060.000 | bpi.co.uk            |
| Insgesamt                                                                                    | 4× Silber4 | 20× Gold20 | 12× Platin12 | 2× Diamant2 |           |                      |